# Hansa Armaturen
Die Hansa Armaturen GmbH ist ein Hersteller von Bad- und Küchen-Armaturen, Duschsystemen und Thermostaten für den Einsatz im privaten sowie öffentlichen Bereich.
Die Hansa Armaturen GmbH mit Sitz in Stuttgart gehört mit ihren Tochtergesellschaften und Oras Ltd. zum finnischen Armaturenhersteller Oras. Der Konzern ist nach eigenen Angaben Marktführer in den nordischen Ländern und ein führendes Unternehmen in Zentraleuropa. Der Hauptsitz der Gruppe befindet sich in Rauma (Finnland) und die Fabriken in Kralovice (Tschechische Republik), Olesno (Polen) und in Rauma. Die Oras Group ist mit eigenen Mitarbeitern in 20 eigenen Vertriebsorganisationen (Tochtergesellschaften) vertreten. 2014 lag der Nettoumsatz bei 258,1 Mio. Euro und am Ende des Berichtszeitraums beschäftigte das Unternehmen 1.420 Mitarbeiter. Die Oras Group ist Teil des Familienunternehmens und industriellen Eigentümers Oras Invest.
Die Hansa Armaturen GmbH gehört laut der ibau „zu den Top 3-Armaturenherstellern in Deutschland und Österreich“. Mit Tochtergesellschaften und Vertretungen in mehr als 60 Ländern beschäftigt die Hansa Armaturen GmbH rund 600 Mitarbeiter weltweit. Gegründet 1911, hat sich das Unternehmen von 1950 an auf Sanitärarmaturen spezialisiert.

## Geschichte

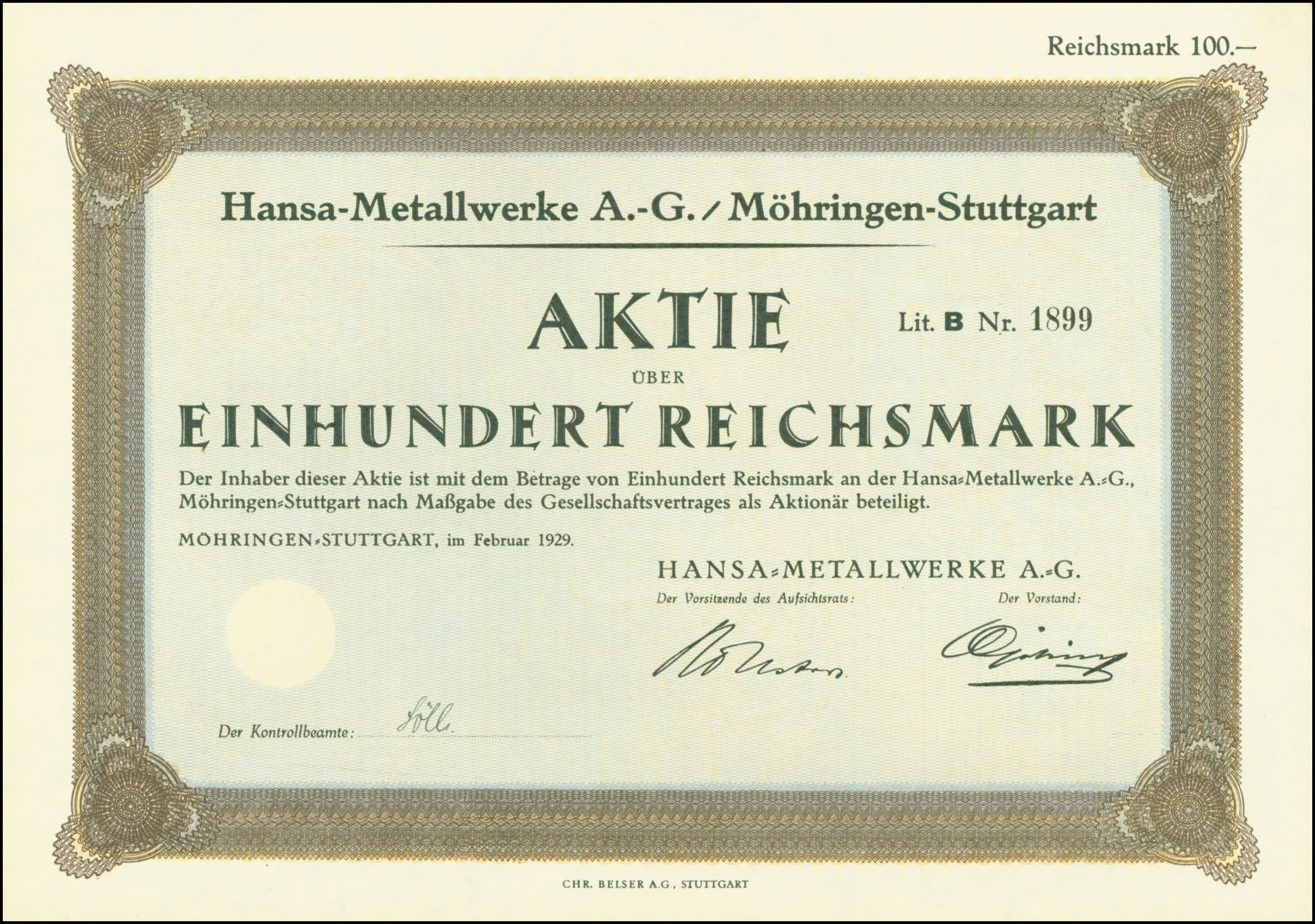
Aktie über 100 RM der Hansa-Metallwerke AG vom Februar 1929

Karl Göhring gründete 1911 das Unternehmen Preß- und Stanzwerke GmbH in Zuffenhausen bei Stuttgart, 1913 wurde das Werk in Möhringen bezogen und die Firma in M.P.W. GmbH (Metall-, Preß-Werk GmbH) umbenannt. Produziert wurden Warmpressteile und Ziehteile. 1917 erfolgte die Vereinigung mit der Apparatebau HANSA GmbH, Stuttgart-Feuerbach. Erweiterung der Produktpalette: Herstellung von Spezialarmaturen für die Flugzeug-, Automobil- und Motoren-Industrie, 1921 wurde das Unternehmen erneut umbenannt, es hieß fortan HANSA-Metallwerke AG. 1926 begann die Produktion von Armaturen für die Kältetechnik.
In der Zeit des Nationalsozialismus arbeiteten sowjetische Zwangsarbeiter an dem Standort Stuttgart-Möhringen. Ein dort angebrachter Stolperstein des Künstlers Gunter Demnig erinnert an diese Zeit.
Der Produktionsbeginn von Sanitärarmaturen erfolgte 1950, das erste Patent für eine Handbrause mit Regulier- und Mischventil wurde erteilt. 1962 fertigte man den ersten Einhandmischer in Europa nach eigener Konstruktion. Im Jahr 1980 ging das Produktionswerk Burglengenfeld in Betrieb. 1984 erfolgte eine Mehrheitsbeteiligung an dem renommierten Schweizer Armaturenhersteller Karrer, Weber & Cie., KWC Unterkulm/Schweiz und 1987 übernahm man die ROKAL-Armaturen GmbH, einem traditionsreichen Armaturenhersteller in Nettetal, Nordrhein-Westfalen.
Die Tochtergesellschaft Hansa Automotive GmbH & Co. KG wurde 2008 gegründet, sie produziert Komponenten für Kälte- und Klimatechnik. Zum 1. Januar 2008 wurde diese Firma an einen Finanzinvestor verkauft. 2010 übernahm IK Investment Partners 99,74 Prozent der Hansa Metallwerke AG von den bisherigen Eigentümerfamilien Göhring und Reh.
Am 3. Juni 2013 übernahm Franke Holding die KWC AG von IK Investment und am 18. September übernahm der finnische Armaturenhersteller Oras die Hansa Metallwerke. 2014 wurde aus der Hansa Metallwerke AG  die Hansa Armaturen GmbH. Geschäftsführer wurde ab 16. Januar 2014 Pekka Kuusniemi, er war bereits seit 2008 CEO der Oras Group. 2015 wurde das neue Firmengebäude in Stuttgart-Möhringen eröffnet. 2019 wurde das deutsche Traditionswerk in Burglengenfeld unter Wegfall aller Arbeitsplätze geschlossen.

## Produkte
- Armaturen
- Handbrausen
- Duschen- und Duschsysteme
- Thermostate
- Unterputzsysteme

## Designer
- Bruno Sacco
- Reinhard Zetsche
- Noa Design